# Howard County (Texas)
Das Howard County ist ein County im Bundesstaat Texas der Vereinigten Staaten. Das U.S. Census Bureau hat bei der Volkszählung 2020 eine Einwohnerzahl von 34.860 ermittelt. Der Sitz der County-Verwaltung (County Seat) befindet sich in Big Spring.

## Geographie
Das County liegt nordwestlich des geographischen Zentrums von Texas und ist im Westen etwa 90 km von New Mexico entfernt. Es hat eine Fläche von 2342 Quadratkilometern, wovon vier Quadratkilometer Wasserfläche sind. Es grenzt im Uhrzeigersinn an folgende Countys: Borden County, Mitchell County, Sterling County, Glasscock County und Martin County.

## Geschichte
Howard County wurde am 21. August 1876 aus Teilen des Bexar County gebildet. Die Verwaltungsorganisation wurde am 15. Juni 1882 abgeschlossen. Benannt wurde es nach Volney Howard, der von 1849 bis 1853  Abgeordneter für Texas im Repräsentantenhaus war. Howard verwundete sich 1840 bei einem Duell mit Hiram Runnels. Nach seiner Tätigkeit im Kongress in Washington, D.C. war er District Attorney und Richter in Los Angeles.

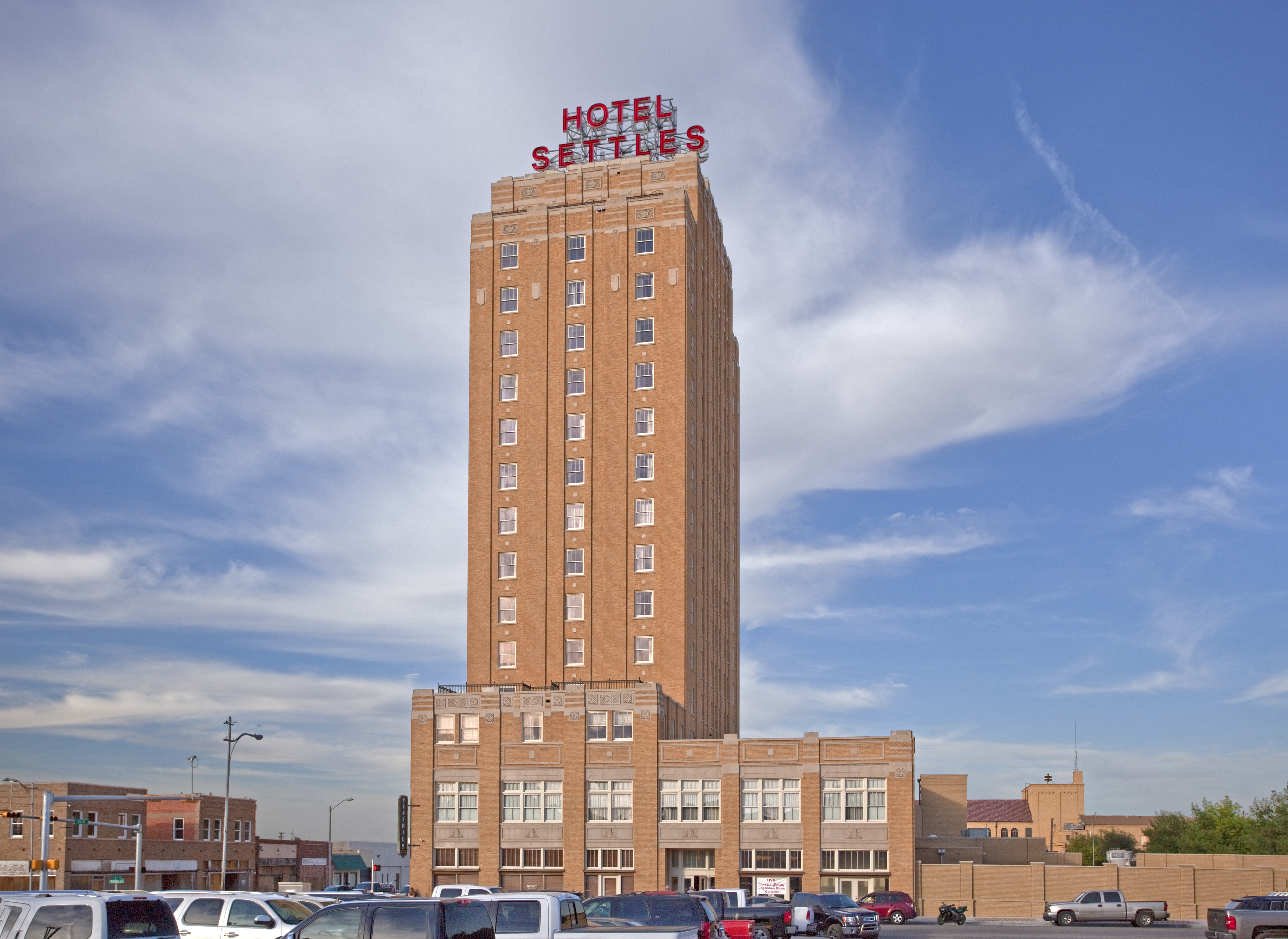
Settles Hotel (2013)

Drei Bauwerke im County sind im National Register of Historic Places („Nationales Verzeichnis historischer Orte“; NRHP) eingetragen (Stand 24. November 2021), das Settles Hotel, das Potton-Hayden House und seit April 2021 das Petroleum Building.

## Demografische Daten

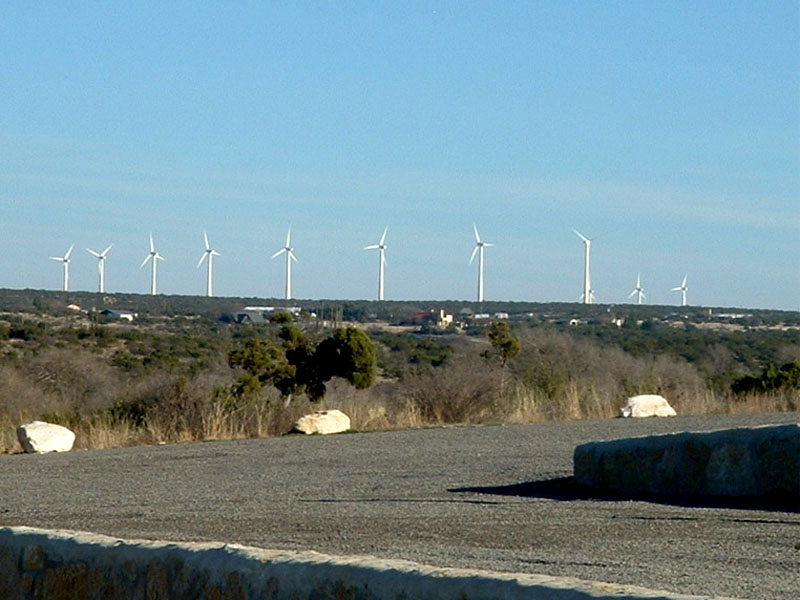
Windfarm im County

Nach der Volkszählung im Jahr 2000 lebten im Howard County 33.627 Menschen; es wurden 11.389 Haushalte und 7949 Familien gezählt. Die Bevölkerungsdichte betrug 14 Einwohner pro Quadratkilometer. Ethnisch betrachtet setzte sich die Bevölkerung zusammen aus 80,14 Prozent Weißen, 4,13 Prozent Afroamerikanern, 0,59 Prozent amerikanischen Ureinwohnern, 0,59 Prozent Asiaten, 0,01 Prozent Bewohnern aus dem pazifischen Inselraum und 12,43 Prozent aus anderen ethnischen Gruppen; 2,10 Prozent stammten von zwei oder mehr Ethnien ab. 37,46 Prozent der Einwohner waren spanischer oder lateinamerikanischer Abstammung.
Von den 11.389 Haushalten hatten 32,8 Prozent Kinder oder Jugendliche, die mit ihnen zusammen lebten. 53,3 Prozent waren verheiratete, zusammenlebende Paare 12,2 Prozent waren allein erziehende Mütter und 30,2 Prozent waren keine Familien. 26,8 Prozent waren Singlehaushalte und in 13,2 Prozent lebten Menschen im Alter von 65 Jahren oder darüber. Die durchschnittliche Haushaltsgröße betrug 2,53 und die durchschnittliche Familiengröße betrug 3,07 Personen.
24,2 Prozent der Bevölkerung war unter 18 Jahre alt, 9,0 Prozent zwischen 18 und 24, 30,9 Prozent zwischen 25 und 44, 21,3 Prozent zwischen 45 und 64 und 14,6 Prozent waren 65 Jahre alt oder älter. Das Medianalter betrug 36 Jahre. Auf 100 weibliche Personen kamen 118 männliche Personen und auf 100 Frauen im Alter von 18 Jahren oder darüber kamen 122,5 Männer.
Das jährliche Durchschnittseinkommen eines Haushalts betrug 30.805 USD, das Durchschnittseinkommen einer Familie betrug 37.262 USD. Männer hatten ein Durchschnittseinkommen von 28.971 USD, Frauen 21.390 USD. Das Prokopfeinkommen betrug 15.027 USD. 14,5 Prozent der Familien und 18,6 Prozent der Einwohner lebten unterhalb der Armutsgrenze.

## Orte im County
- Big Spring
- Coahoma
- Fairview
- Forsan
- Knott
- Lomax
- Luther
- Morita
- Sand Springs
- Vealmoor
- Vincent
- Webb Village
- Ziler